# Gillermo Faerber
Gillermo Faerber (Paramaribo, 15 april 1992) is een Surinaams voetballer die speelt als verdediger.

## Carrière
Faerber speelde en seizoen voor SV Leo Victor in 2010/11 en ging het volgende seizoen naar SV Transvaal waar hij speelde tot in 2016. In 2016 maakte hij voor een seizoen de overstap naar SV Nishan 42, hij keerde het seizoen daarop voor anderhalf seizoenen terug naar Transvaal. Hij speelde daarna nog het seizoen uit bij tweedeklasser SCV Bintang Lair.
Hij speelde tussen 2012 en 2017 acht interlands voor Suriname.